# GVVV
GVVV (Gelders Veenendaalse Voetbal Vereniging) is een Nederlandse amateurvoetbalvereniging uit Veenendaal in de provincie Utrecht. De club speelt in de kleuren blauw-wit. Thuishaven van de club is sportpark Panhuis. In 2025/2026 speelt het standaardelftal in de Tweede divisie.

## Geschiedenis
De club werd opgericht op 15 november 1947 onder de naam Gelderse Sportvereniging Veenendaal (GSV). Een jaar later werd de vereniging hernoemd naar GVV (Gelderse Voetbalvereniging Veenendaal). In Geldermalsen was er echter al een voetbalclub met die afkorting. Er werd toen nog maar een letter V aan de naam toegevoegd en zo, GVVV, heet de club nog steeds.
De club speelde vanaf 31 augustus 1948 zijn thuiswedstrijden aan de Buurtlaan in het Gelderse Veenendaal. Dit noordelijk gedeelte van het overwegend in de provincie Utrecht gelegen Veenendaal behoorde tot 1960 tot het grondgebied van de Gelderse gemeente Ede. Toen op 1 januari 1960 het Gelderse Veenendaal door een grenscorrectie ophield te bestaan en opging in de Utrechtse gemeente Veenendaal, behield de club de naam GVVV. De club speelde altijd al op zaterdag en tekende het convenant dat opgesteld was tussen de KNVB en de Belangenvereniging Zaterdagvoetbal (BZV) om te kunnen garanderen dat wedstrijden op zaterdag gespeeld kunnen worden.
Accommodatie
Men bleef tot 1963 spelen op het veld aan de Buurtlaan. Het nieuwe sportpark Panhuis was toen al aangelegd maar GVVV speelde eerst nog een seizoen op het veld van NSVS aan de Spoorlaan. In 1964 moest worden verhuisd naar het sportpark Panhuis. Dit sportpark, inclusief kantine en bestuurskamer, moest worden gedeeld met andere clubs, voetbal, hockey, atletiek en honkbal.
In 1973 kreeg GVVV weer de beschikking over een eigen locatie, een lang gekoesterde wens ging eindelijk in vervulling. Aan de noordkant van sportpark Panhuis was voor GVVV een geheel eigen voetbalcomplex aangelegd met eigen velden, eigen kleedkamers, en een zelf gebouwde kantine. Al snel kwam er een initiatief op gang om ook een tribune bij het hoofdveld te realiseren. Diverse acties werden op touw gezet en op 14 mei 1975 werd de tribune officieel in gebruik genomen. Het GVVV-deel van het sportpark Panhuis is in de volksmond stadion Panhuis gaan heten toen er een nieuwe staantribune werd gebouwd. De opening van deze 100 meter lange tribune was op 25 juli 1998. Dit gebeurde voorafgaande aan de vriendschappelijke wedstrijd GVVV-FC Barcelona door de toenmalige Barcelonatrainer Louis van Gaal.
In 2009 werd op het hoofdveld van GVVV kunstgras aangelegd. De gemeente Veenendaal en het GVVV-bestuur hadden hierover eerder een overeenstemming gesloten. Binnen de club was er veel weerstand over dit besluit en in een buitengewone ledenvergadering kreeg het bestuur het maar nauwelijks voor elkaar om een meerderheid "mee" te krijgen. De aanleg van het veld werd door de gemeente Veenendaal uitbesteed en de sproei-installatie door het GVVV-bestuur. Een aantal van 18 vrijwilligers heeft het gebeuren rondom het veld aangepakt inclusief de bouw van een open staantribune.
Velden informatie
- Veld 1 = kunstgras
- Veld 2 = kunstgras
- Strook = kunstgras
- Veld 3 = kunstgras
- Veld 4 = gras

## Eerste elftal
In de jaren 1958, 1959 en in 1960 werd GVVV drie keer achtereen kampioen en bereikte daarmee de hoogste amateurklasse (toen 2e klasse) van de KNVB. In 1970 kwam er een eerste klasse in het zaterdagvoetbal. Door derde te worden promoveerde men direct naar deze eerste klasse. Aan het begin van het seizoen 1996/97 werd de Hoofdklasse (voor zaterdagamateurs) ingevoerd door de KNVB. GVVV kwam uit in de Hoofdklasse A en werd ook gelijk kampioen. Dit kampioenschap werd gevierd in het jaar dat de club 50 jaar bestond.
Het seizoen 2007/08 werd afgesloten met een derde plaats in de zaterdag Hoofdklasse B. Er werden 50 punten gehaald en 53 doelpunten gescoord. Rudi van Doorn was topscorer met 11 goals. In deze competitie werd een periodekampioenschap gehaald. Door dit resultaat plaatste de club zich voor de KNVB beker 2008/09 waarin het de tweede ronde haalde.
In het seizoen 2008/09 eindigde GVVV op de derde plaats. Vooral de thuiswedstrijd tegen SV Spakenburg was bijzonder. Die wedstrijd ontaardde in een massale vechtpartij tussen de twee elftallen waarbij SV Spakenburg drie en GVVV een punt in mindering kregen. De derde plaats was goed voor plaatsing voor de KNVB beker 2009/10 waarin opnieuw de tweede ronde werd gehaald.
Een seizoen later werd promotie naar de nieuwe Topklasse gemist. Hierdoor speelde GVVV in het seizoen 2010/11 niet meer op het hoogste amateurniveau. In dat seizoen werd het echter kampioen van de Hoofdklasse B, waardoor de club promoveerde naar de Topklasse en daarmee terug op het hoogste amateurniveau. In dat eerste seizoen speelt de club ook in het nationale bekertoernooi. Na overwinningen op de profs van Excelsior en Sparta, kwam de club uit Veenendaal in de kwartfinale uit tegen AZ en verloor in Alkmaar met 2-1. In het seizoen 2015/16 promoveerde GVVV naar de nieuw gevormde Tweede divisie. Na 5 seizoenen in de allerhoogste amateurklasse degradeerde GVVV in het seizoen 2021/22 naar de Derde Divisie. Het seizoen daarop (2022/23) promoveerde GVVV weer terug naar de allerhoogste amateurklasse, door de eindronde te winnen door daarbij USV Hercules en SteDoCo te verslaan in de (halve) finales.

## Selectie 2023/24
Laatste aanpassing op 28-8-2023

### Spelers
| Rugn. | Naam                    | Nationaliteit | Positie      | Elftal           |
| ----- | ----------------------- | ------------- | ------------ | ---------------- |
| 1     | Jan van Willige         | Nederland     | Keeper       | G.V.V.V. 1       |
| 2     | Tariq Dilrosun          | Nederland     | Verdediger   | G.V.V.V. 1       |
| 3     | Mitch Willems           | Nederland     | Verdediger   | G.V.V.V. 1       |
| 4     | Pim ten Have            | Nederland     | Verdediger   | G.V.V.V. 1       |
| 5     | Taoufik Adnane          | Nederland     | Verdediger   | G.V.V.V. 1       |
| 7     | Dylan Chiazor           | Nederland     | Aanvaller    | G.V.V.V. 1       |
| 8     | Barry Maguire           | Nederland     | Middenvelder | G.V.V.V. 1       |
| 9     | Ilias Latif             | Nederland     | Aanvaller    | G.V.V.V. 1       |
| 10    | Quincy Veenhof          | Nederland     | Middenvelder | G.V.V.V. 1       |
| 11    | Genrich Sillé           | Nederland     | Aanvaller    | G.V.V.V. 1       |
| 15    | Danny de Leeuw          | Nederland     | Middenvelder | G.V.V.V. 1       |
| 16    | Ruben van Kouwen        | Nederland     | Keeper       | G.V.V.V. 1       |
| 17    | Byron Burgering         | Nederland     | Aanvaller    | G.V.V.V. 1       |
| 20    | Joeri Potjes            | Nederland     | Verdediger   | G.V.V.V. 1       |
| 21    | Justin Spies            | Nederland     | Middenvelder | G.V.V.V. 1       |
| 22    | Quiermo Dumay           | Nederland     | Verdediger   | G.V.V.V. 1       |
| 24    | Dirk Homoet             | Nederland     | Verdediger   | G.V.V.V. 1       |
| 25    | Mart de Jong            | Nederland     | Middenvelder | G.V.V.V. 1       |
| 30    | Jasper van de Pol       | Nederland     | Keeper       | G.V.V.V. 1 / O23 |
| 41    | Leroy George            | Nederland     | Verdediger   | G.V.V.V. 1       |
| 43    | Jonathan Vergara Berrio | Nederland     | Middenvelder | G.V.V.V. 1       |
|       | Giel Slijkhuis          | Nederland     | Middenvelder | G.V.V.V. 1 / O23 |

## Erelijst
Utrechtse Provinciale Voetbal Bond
1948/1949 kampioen 3e klasse (doelsaldo 72-9)
1954/1955 kampioen 2e klasse
1957/1958 kampioen 1e klasse
KNVB
1958/1959 kampioen 4e klasse
1959/1960 kampioen 3e klasse
1979/1980 kampioen 2e klasse C
1984/1985 kampioen 1e klasse B
1996/1997 kampioen Hoofdklasse B
2004/2005 kampioen 1e klasse A
2005/2006 winnaar Districtsbeker West I
2010/2011 kampioen Hoofdklasse B

## Heugelijke seizoenen
1969/1970 promotie van de Tweede naar de "nieuwe" Eerste klasse
1975/1976 degradatie naar de Tweede klasse
2003/2004 degradatie naar de Eerste klasse
2015/2016 promotie naar Tweede divisie
2021/2022 degradatie naar Derde Divisie
2022/2023 promotie naar Tweede divisie

## Competitieresultaten 1959–heden
| 1 4C |

| 1 3B |

| 5 |

| 4 |

| 7 2B |

| 5 2B |

| 11 2A |

| 10 2C |

| 8 2A |

| 3 2C |

| 3 2D |

| 2 1C |

| 6 1B |

| 3 1B |

| 3 1B |

| 10 1B |

| 5 1A |

| 14 1B |

| 10 2B |

| 9 2C |

| 3 2C |

| 1 2C |

| 4 1A |

| 5 1B |

| 6 1B |

| 8 1B |

| 1 1B |

| 5 1B |

| 8 1B |

| 6 1C |

| 6 1B |

| 4 1A |

| 2 1C |

| 3 1B |

| 3 1B |

| 3 1B |

| 3 1B |

| 10 1B |

| 1 B |

| 5 B |

| 5 B |

| 2 B |

| 9 B |

| 4 B |

| 9 B |

| 13 B |

| 1 1A |

| 4 B |

| 6 B |

| 3 B |

| 5 B |

| 6 B |

| 1 B |

| 5 |

| 3 |

| 2 |

| 6 |

| 7 |

| 10 |

| 6 |

| 10 |

| -- |

| -- |

| 17 |

| 2 |

| 6 |

| 7 |

2013/14: De beslissingswedstrijd op 24 mei om het kampioenschap in de Topklasse zaterdag werd bij FC Volendam met 1-2 verloren van SV Spakenburg.
2019/20: Dit seizoen werd na 24 speelrondes stopgezet vanwege de uitbraak van het COVID-19-virus. Er werd voor dit seizoen geen eindstand vastgesteld.
2020/21: Dit seizoen werd na 6 speelrondes stopgezet vanwege de uitbraak van het COVID-19-virus. Er werd voor dit seizoen geen eindstand vastgesteld.
| Tweede Divisie | Topklasse Derde divisie | Hoofdklasse | Eerste klasse | Tweede klasse | Derde klasse | Vierde klasse |

In elke staaf van de grafiek staat van boven naar beneden vermeld: 
- Eindnotering

Dit is de positie die de club heeft bereikt in de competitie, zonder eventuele beslissings-, play-off- of nacompetitiewedstrijden die nodig zijn geweest om bijvoorbeeld de kampioen van de competitie te bepalen.
Indien een * achter het getal staat is de notering een tussenstand en kan het zijn dat de notering niet overeenkomt met de uiteindelijke eindstand van de competitie.
Staat er een - dan is het seizoen nog bezig en is er geen definitieve uitslag bekend.
Staat er xx op de positie van de notering, dan heeft de club vroegtijdig de competitie verlaten. Dit kan onder andere komen door terugtrekking van het team, faillissement van de club of door een uitgedeelde straf van de KNVB. In veel gevallen staat elders in het artikel de reden vermeld.
Staat er een ? dan is het resultaat uit het verleden onbekend, en is alleen de competitie of het niveau bekend van dat seizoen.
In de seizoenen 2019/20 en 2020/21 werd wegens de coronacrisis het amateurvoetbal afgebroken. Daardoor kennen deze staven geen eindklassering (middels -- weergegeven).
- Competitieniveau en afdelingsletter of Officiële eindstand Eredivisie
  - Competitieniveau en afdelingsletter

Hierbij geeft het getal het niveau weer, dat ook terug te vinden is in de legenda. De letter is de afdelingsaanduiding en wordt gebruikt wanneer er meer afdelingen zijn op hetzelfde niveau. De afdelingsletter is altijd een hoofdletter en wordt meestal zonder nummer gebruikt.
Voorbeeld: 2F is niveau 2e klasse competitie F.
Het competitieniveau en nummer wordt niet vermeld wanneer er slechts één competitie van dit niveau was.
  - Officiële eindstand Eredivisie (getal staat tussen haakjes vermeld)

Sinds de introductie van play-offwedstrijden voor Europees voetbal na afloop van de reguliere competitie in 2005/06, is de KNVB verplicht een eindstand van de Eredivisie door te geven aan de UEFA aan de hand van deze play-offwedstrijden.
Bij deze eindstand staan clubs die zich hebben gekwalificeerd voor Europees voetbal hoger dan clubs die zich niet wisten te kwalificeren. Indien er geen verschil was tussen de eindnotering en de officiële eindstand, staat dit getal niet vermeld.

- Onderafdeling

Hier staat afgekort de naam van de onderafdeling indien de club in dat jaar in een onderafdeling uitkwam. Tevens staat deze afkorting in de legenda en wordt gelinkt naar het artikel over deze onderafdeling. Deze afkorting wordt alleen vermeld wanneer de club in het verleden in verschillende onderafdelingen heeft gespeeld. Deze vermelding is in de staaf altijd in kleine letters. Deze onderafdelingen zijn na het seizoen 1995/96 afgeschaft. Heeft de club in slechts één onderafdeling gespeeld, dan is dit alleen terug te vinden in de legenda.
Onder de staaf staat het jaartal vermeld waarin het seizoen is afgesloten. 15 verwijst naar het seizoen 2014/15 of eventueel het seizoen 1914/15.
Wanneer een staaf leeg is, zijn deze gegevens niet bekend. Het kan ook zijn dat de club dat seizoen niet heeft meegespeeld op het hogere amateurniveau, vroegtijdig de competitie heeft verlaten of uit de competitie is gezet.

In het seizoen 1944/45 was er wegens de Tweede Wereldoorlog geen regulier competitievoetbal.

## GVVV in de KNVB Beker
Dit schema laat de resultaten zien van GVVV tegen profclubs in de KNVB Beker.
| Seizoen | Ronde       | Wedstrijd               | Uitslag        |
| ------- | ----------- | ----------------------- | -------------- |
| 1986/87 | 1e ronde    | GVVV - FC Utrecht       | 0-5            |
| 1992/93 | 2e ronde    | sc Heerenveen - GVVV    | 7-1            |
| 1993/94 | 2e ronde    | GVVV - FC Den Haag      | 2-5            |
| 1995/96 | Groep 4     | GVVV - Go Ahead Eagles  | 3-5            |
| 1996/97 | Groep 6     | GVVV - Vitesse          | 0-3            |
| 1996/97 | Groep 6     | GVVV - FC Zwolle        | 2-3            |
| 1997/98 | Groep 11    | GVVV - NEC Nijmegen     | 0-8            |
| 1997/98 | Groep 11    | GVVV - BV Emmen         | 1-7            |
| 1999/00 | Groep 11    | FC Den Bosch - GVVV     | 6-0            |
| 1999/00 | Groep 11    | RBC Roosendaal - GVVV   | 4-1            |
| 2000/01 | Groep 14    | GVVV - TOP Oss          | 14-1           |
| 2000/01 | Groep 14    | GVVV - NEC Nijmegen     | 0-3            |
| 2002/03 | Groep 13    | NEC Nijmegen - GVVV     | 7-0            |
| 2008/09 | 1e ronde    | GVVV - NAC Breda        | 1-3            |
| 2011/12 | 3e ronde    | SBV Excelsior - GVVV    | 0-3            |
| 2011/12 | 8e finale   | Sparta Rotterdam - GVVV | 1-1 (4-5 n.s.) |
| 2011/12 | kwartfinale | AZ Alkmaar - GVVV       | 2-1            |
| 2012/13 | 2e ronde    | GVVV - FC Groningen     | 1-2            |
| 2013/14 | 2e ronde    | GVVV - ADO Den Haag     | 0-3            |
| 2014/15 | 3e ronde    | GVVV - AZ Alkmaar       | 0-5            |
| 2017/18 | 1e ronde    | GVVV - FC Dordrecht     | 1-0            |
| 2017/18 | 8e finale   | SC Cambuur - GVVV       | 3-0            |
| 2019/20 | 1e ronde    | GVVV - Helmond Sport    | 2-1            |
| 2019/20 | 2e ronde    | GVVV - PSV              | 1-2 n.v.       |
| 2021/22 | 1e ronde    | GVVV - Sparta Rotterdam | 0-2            |
| 2022/23 | 1e ronde    | GVVV - FC Den Bosch     | 1-3            |
| 2023/24 | 1e ronde    | GVVV - Telstar          | 1-0            |
| 2023/24 | 2e ronde    | GVVV - NEC Nijmegen     | 1-6            |

## Bekende (oud-)spelers
- Carlos Aalbers
- Antonio Aguilar Aguilera
- Adnan Alisic
- Berry Arends
- Diederik Bangma
- Richard Beekink
- Khalid Benlahsen
- Anthony Berenstein
- Jordi Bitter
- Jasper Bolland
- Byron Burgering
- Tonnie Cusell
- Jamarro Diks
- Jan Gaasbeek
- Jelle Goes
- Jeremy de Graaf
- Jan Groenendijk
- Sherwin Grot
- Mats Grotenbreg
- Christian de Haan
- Hicham Haouat
- Joran Hardeman
- Ryan Holman
- Ezra Hoogenboom
- Kai Huisman
- Adham El Idrissi
- Johan Jansen
- Paddy John
- Frans Koenen
- Soufiane Laghmouchi
- Saïd Larossi
- Caifano Latupeirissa
- Vlatko Lazić
- Barry Maguire
- Jan Oosterhuis
- Berry Powel
- Jasmin Ramic
- Kevin Rijnvis
- Damiano Schet
- Esmat Shanwary
- Joey Snijders
- Roy Talsma
- Lars ten Teije
- Roy Terschegget
- Koert Thalen
- Steven Theunissen
- Ben Tomas
- Herman Veenendaal
- Ton Wildenbeest

## Bekende (oud-)trainers
- Frans Adelaar
- Ben Gerritsen
- Jelle Goes
- Frans Koenen
- Arie Schans
- John de Wolf